# PUMA (robot)

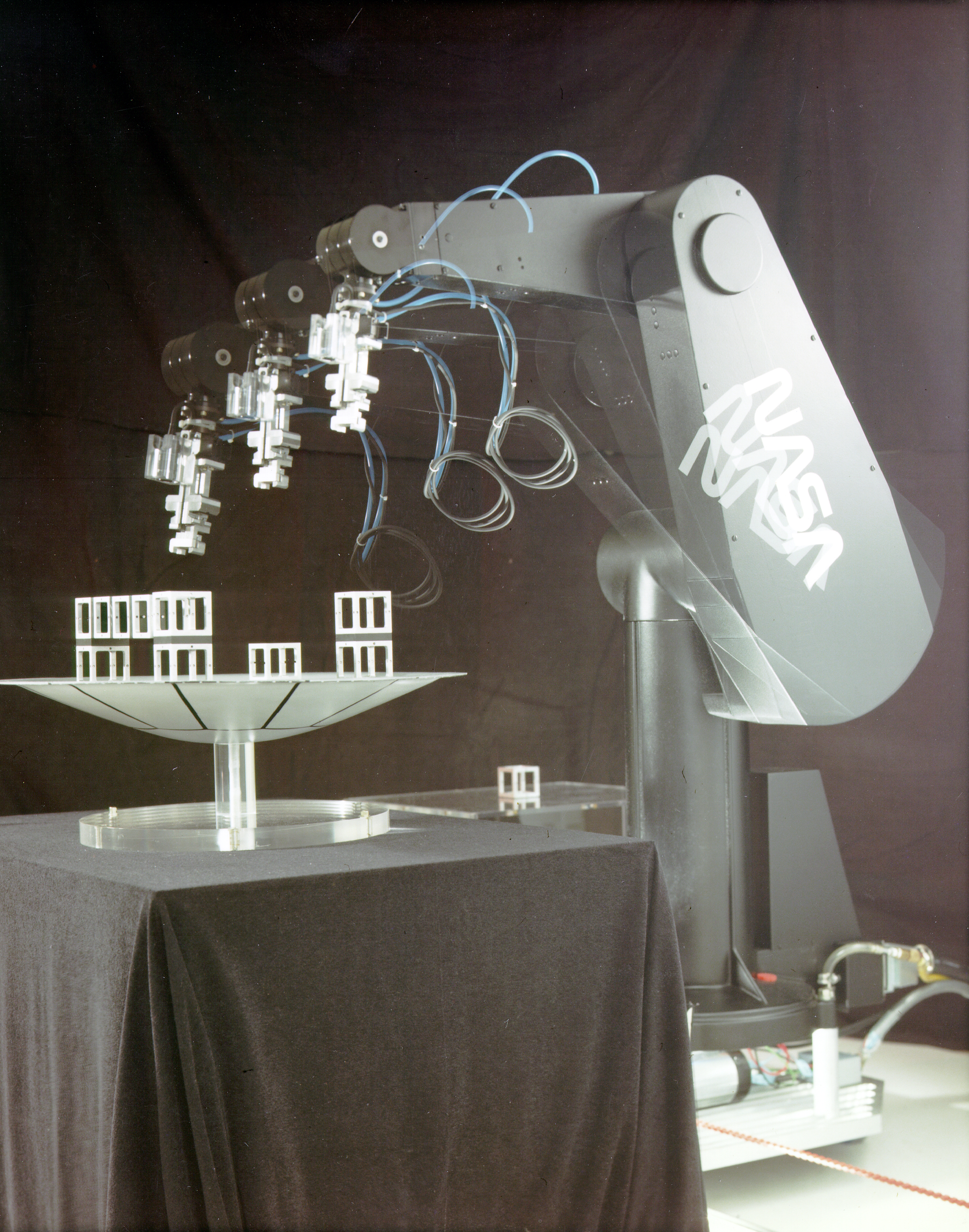
Brazo PUMA de la NASA.

PUMA (Programmable Universal Machine for Assembly, or Programmable Universal Manipulation Arm) es un brazo robot industrial desarrollado por Victor Scheinman en la empresa pionera en robótica Unimation. Inicialmente desarrollado para General Motors, el brazo robot PUMA nació de los diseños iniciales inventados por Scheinman mientras se encontraba en el MIT y en la Stanford University.
Unimation produjo PUMAs durante algunos años hasta que fue absorbida por Westinghouse (ca. 1980) y posteriormente por la empresa suiza Stäubli (1988). Nokia Robotics manufacturó cerca 1500 brazos robots PUMA durante los años 1980, siendo el PUMA-560 el modelo más popular entre los clientes. Nokia vendió su división de robótica en 1990.
En 2002, la organización General Motors Controls, Robotics and Welding (CRW) donó el prototipo original del brazo robot PUMA al Museo Nacional de Historia Americana, reconociéndose así su importancia en el desarrollo de la robótica.